# Neubessingen
Neubessingen ist ein Gemeindeteil der Stadt Arnstein im unterfränkischen Landkreis Main-Spessart in Bayern.

## Geographie

### Lage
Das Straßendorf liegt acht Kilometer nördlich von Arnstein, an der Kreisstraße MSP 2. Es ist der kleinste Stadtteil der Stadt Arnstein. Die nächste größere Stadt ist das 18 km entfernte Schweinfurt.

### Nachbargemarkungen
Nachbargemarkungen im Uhrzeigersinn im Norden beginnend sind Wülfershausen, Burghausen und Altbessingen.

## Geschichte
Neubessingen wurde 1694 als Rodungsdorf gegründet. Am 24. September des Jahres übergab der Würzburger Fürstbischof Johann Gottfried von Guttenberg einer Gruppe von rodungswilligen Bauern den hochstiftischen Forst bei Altbessingen zur Anlage eines neuen Dorfes. 
Am 1. Juli 1974 wurde die bis dahin selbständige Gemeinde in die Stadt Arnstein eingegliedert.

## Persönlichkeiten
- Emil Greul (1895–1993), Mediziner und Admiralstabsarzt sowie letzter Sanitätschef der Kriegsmarine, wurde am 29. Dezember 1895 in Neubessingen geboren.